# Ephedra botschantzevii
Ephedra botschantzevii är en kärlväxtart som beskrevs av M.G. Pachomova. Ephedra botschantzevii ingår i släktet efedraväxter, och familjen Ephedraceae. Inga underarter finns listade i Catalogue of Life.